# Novos Agentes de Atlas
Novos Agentes de Atlas (do original em inglês New Agents of Atlas) é um grupo fictício de super-heróis de histórias em quadrinhos do Universo Marvel, publicada pela editora Marvel Comics.

## Criação
Em Abril de 2019, uma megassérie chamada Guerra dos Reinos foi responsável pela criação de mais uma nova equipe de super-heróis. E uma delas terá que proteger os países asiáticos de uma das associadas de Malekith, Sindr, a Rainha Imortal de Muspelheim e seus demônios de fogo. São os Novos Agentes do Atlas, que será escrito por Greg Pak e Gang Hyuk.
A série terá quatro partes inicialmente, Bily Tan foi responsável por cuidar das capas. Na equipe teremos Amadeus Cho (Hulk) reunindo novos heróis chamados de Aero e o Mestre da Espada da China e a
Filipina Wavepara proteger seu mundo. Daí se juntam a eles Shang-Chi, Teia de Seda e o original líder dos Agentes do Atlas, Jimmy Woo. 
Na segunda edição, quem se junta a equipe é Luna Snow uma cantora de K-popque foi criada para game Marvel: Future Fight e que pela primeira vez dá as caras num gibi. na imagem divulgada para a imprensa, temos também outra personagem do Jogo dando as caras, a menina Crescente e seu Urso espiritual lunar chamado Io,além da Raposa Branca.

## Membros
- Aero

Lei Ling (Em chinês:林雷) é uma heroína, arquiteta e agente chinesa residente em Shang Hai que certo dia descobriu que podia controlar e manipular o vento, podendo criar tornados, tufões, redemoinhos e furacões, ela se denominou guardiã do leste asiático.
- Agente Woo

Woo Yen Jet (Em chinês: 禹日喷墨) é um agente sino-americano do FBI, muito habilidoso no quesito espionagem, foi responsável por fundar a primeira formação dos Agentes de Atlas, ele também atende pelos nomes de James Woo e Jimmy Woo.
- Crescente

Dan Bi (Em coreano: 단 비) é uma heroína sul-coreana e grande combatente do estilo taekwondo, junto com IO seu urso espiritual,costuma usa combinação de absorção de poderes mágicos, super-força e outras habilidades em batalha.
- Gênio Excelendo

Amadeus Cho (Em coreano: 아마데우스초) é um cientista de origem coreana,que conseguiu transferir o soro Hulk usando nanotecnologia para seu corpo,se tornando o novo Hulk.
- Gigante

Raz Malhotra ( Em Hindi:रज़ मल्होत्रा) é um indiano-americano, que atualmente usa o uniforme do gigante, ele é um personagem LGBT.
- IO

IO (Em coreano: 여) é um Urso da meia-lua espiritual protetor de Dan Bi a crescente, seus poderes costumam ser de absorção de poderes mágicos.
- Luna Snow

Seol-Hee (Em coreano: 설희) é uma heroína,dançarina e cantora sul-coreana do estilo K-pop, ela é uma mutante com capacidade de produzir e manipular o gelo,Tem Heterocromia no olho esquerdo e Poliose no couro cabeludo esquerdo. 
- Mestre do Kung Fu

Shang-Chi (Em chinês: 尚氣) é um mestre de artes marciais nativo da China que tem conhecimento de vários tipos de lutas,controle total do chi que pode aumentar todas as suas habilidades humanas e o poder de se multiplicado deixando cada clone agir de maneira.
- Mestre das Espadas

Lin Lie (Em chinês: 林莉) é um mestre em qualquer tipo de espada, ele é o portador da espada Fuxi, sendo o último descendente de Fuxi, um antigo deus chinês que criou a humanidade do zero.
- Raposa Branca

Ami Han (Em coreano:아미한) é uma Agente sul-coreana do serviço de inteligência da Coreia do Sul, ótima agente em combate além de ser a última Kumiho viva, ela usa suas garras, mimetismo, poderes divinos, hipnose e manipulação induzida por voz.
- Teia de Seda

Cindy Moon (Em coreano: 신디문) é uma estudante coreana-americana com a habilidade de atirar e produzir teias pelas pontas de seus dedos,suas teias são orgânicas a deixando muito versátil no modo de como usar seus poderes e habilidades além disso ela tem uma memória eidética.
independente.
- Wave

Pearl Pangan é uma agente filipina da Divisão Triumph com poderes de hidrocinese, ela tem um grande amor pela água.